# ناوشکن کلاس اکاستا
ناوشکن کلاس اکاستا (به انگلیسی: Acasta-class destroyer) یک کلاس از کشتی است.